# 後千年王国説
後千年王国説（こうせんねんおうこくせつ、英: postmillenialism）は、キリスト教の終末論の立場のひとつ。イエス・キリストの再臨が千年王国の成立後に起こるとする。千年期後再臨説も言う。再臨を千年王国以後と考えるという意味からこの名称で呼ばれる。黙示録20章の解釈において前千年王国説と対照的であり、無千年王国説とも立場を異にする。

## 概略

キリスト教における千年期解釈の比較

この説では千年王国の捉え方に幅が認められる。具体的に千年間続くものと見なす論者がある一方、多くの場合は漠然とした長期間を意味する象徴的表現として解釈されており、この点では無千年王国説と共通点を有する。千年期を象徴とする解釈では、それが既に始まっていると見なされるのが通常である。この場合、キリストの再臨は前千年王国説で考えられるほどに突如としたものではなく、また千年期もそれほど明瞭で際立った時代区分とは見なされない。
またこの説によれば、神の王国はキリストの再臨に至るまで歴史を通じて徐々に進展し、神に敵対する力はこれに伴って漸次衰退するとされる。こうした善き意思が徐々に悪に勝利するという信仰から、この説を唱える者は千年王国説における楽観主義者 (optimillennialist) と呼ばれることがある。この文脈では、前千年王国説と無千年王国説を支持する者は千年王国説における悲観主義者 (pessimillennialist) となる。
後千年王国説を採る者の中には、聖書中の終末の予示を過去のものとして解釈する過去派解釈 (過去主義) を支持する者も多い。
後千年王国説論者は、黙示録20章を無千年王国説論者ほど象徴的にはとらない。けれども、細部に関しては、必ずしも字義通りのものとは考えない。故に、殉教者の復活や、千年期にキリストがからだをもってこの地上に存在するようなことが、実際起こるわけではないとしている。
キリストの再臨の時が近づけば近づくほど、内在的な神の力は、神のもろもろの敵に対して、より強力な形で発揮され、そのような教会の黄金時代（千年期）の後に短い背教、つまり善の力と悪の力の間の抗争があり、ついでキリストの再臨、死人の中から復活、最後の審判という出来事が起こると考えられている。

## 歴史
- 17世紀になるとイギリスで綿密な終末論の研究がなされるようになった。改革派の神学者たちも、聖書を字義通りとる前千年王国説を主張した。1658年、クロムウェルが死去して清教徒の共和政治が終わり、スチュアート朝が復活すると、その時勢の影響で、前千年王国説は廃れていった。かわりに、後千年王国説が台頭してきた。最初は一部の清教徒の神学者の著作に見られた。英国国教会の聖書註解者ダニエル・ホウィットビがこの説の形成に大きく貢献した。
- 19世紀になると、前千年王国説が勢いを盛り返してきた。また、この時期にディスペンセーション主義という考えが広まり、前千年王国説に新しい要素が付け加えられた。特に、南北戦争以降のアメリカではディスペンセーション主義の前千年王国説が盛んになった。
- 19世紀後半から20世紀の始めにかけて、進化思想の強い影響で、後千年王国説は広く受け入れられた。
- 20世紀の改革主義神学者たちがこの立場をとったが、二度の世界大戦を経た後は、この楽天主義的な後千年王国の立場は少なくなった[1] 。
- キリスト教再建主義は後千年王国を強調する。

## 批判
- 再臨の前に黄金時代が来るという思想は、この世の終わりについての聖書の破局的な描写と矛盾する（マタイ24章等）。この批判に対して、後千年王国説ではマタイ24章などの破局的な描写はこの世界の終末に関する預言ではなく、実際に紀元70年に起きた、使徒たちにとって間近に迫りつつあるイスラエルに対する裁きに関する預言であると唱える。マタイ24章34節「まことに、あなたがたに告げます。これらのことが全部起こってしまうまでは、この時代は過ぎ去りません」において、これらの破局的出来事がイエスの時代に起きると述べられている。(「時代」の原語「ゲネア」は「時代、30～33年の時間」を意味する：The KJV New Testament Greek Lexicon)。
- 聖書によれば、悪魔は今日も頻繁に活動している（第一ペテロ5章8節）。この批判に対して、後千年王国説では、終末までの千年期を教会と悪魔との戦いの時期と定義するので悪魔の活動は当然終末まで続くと考える。カルヴァン曰く「ここ（黙示録20章）で言われている千年間は、教会の永遠の祝福について述べているのではなく、この世において戦う教会を待ちうけている様々な困難について述べているのである」(キリスト教綱要第3巻２５・５)。

## この説を支持する学者
- ジョン・バニヤン
- チャールズ・ホッジ
- B・B・ウォーフィールド（後千年王国説主義者であるが、無千年王国説にも同意している）
- W・シェッド（英語版）
- オーガスタス・ホプキンス・ストロング（英語版）
- ローレン・ベットナー
- ラッシュドゥーニー
- ゲイリー・ノース
- ケネス・ジェントリ（英語版）
- ジョン・ジェファーソン・デイヴィス（英語版）
- グレッグ・バーンセン
- ゲイリー・ディマー（英語版）
- ジェイムズ・B・ジョーダン（英語版）
- 富井健
- ラルフ・A・スミス